# Libnotes muscicola
Libnotes muscicola là một loài ruồi trong họ Limoniidae. Chúng phân bố ở miền Australasia.